# 1822년 미국 하원의원 선거
1822년 미국 하원의원 선거는 1822년 미국에서 치러진 하원의원 선거이다. 연방당의 지속되는 몰락으로 양당 간의 대결이 아닌 계파 간의 대결 양상을 띄었다

## 선거 결과
| 정당       | 의석수 |
| ---------- | ------ |
| 민주공화당 | 189석  |
| 연방당     | 24석   |
| 합계       | 213석  |